# Сульфид олова(IV)
Сульфид олова(IV) (дисульфид олова, муссивное золото) (SnS2) — бинарное соединение серы и олова, золотисто-жёлтые кристаллы, напоминающие по цвету золото (соединение технического качества может быть бурым от примесей сульфидов других металлов). Алхимики называли это соединение aurum musivum или aurum mosaicum. Используется в качестве краски, имитирующей позолоту, и как полупроводник. В природе существует как редкий минерал берндтит.

## Получение
Приготовляется водным и сухим путём. В первом случае сульфид олова(IV) осаждается из раствора хлорида олова(IV) или других солей олова(IV) сероводородом; в кислой среде реакция обращается. Во втором, причём получается гораздо более ценный продукт, нагревают смесь олова с серой в присутствии нашатыря или нашатыря с ртутью. Сначала возгоняется нашатырь, затем ртуть и немного киновари, а в реторте остаётся муссивное золото.

## Физические свойства
Представляет собой нежные буровато-жёлтые чешуйки с металлическим блеском и плотностью 4,4—4,6 г/см3. Образует кристаллы тригональной сингонии, пространственная группа P3m1, параметры ячейки a = 0,365 нм, c = 0,588 нм, α = 90°, β = 90°, γ = 120°. Является полупроводником с шириной запрещённой зоны 2,2 эВ.

## Химические свойства
- При нагревании разлагается:

{\displaystyle {\mathsf {SnS_{2}\ \xrightarrow {500-600^{o}C} \ SnS+S}}}
- С концентрированной соляной кислотой переходит в комплекс двухвалентного олова:

{\displaystyle {\mathsf {SnS_{2}+3HCl\ \xrightarrow {} \ H[SnCl_{3}]+H_{2}S\uparrow +S\downarrow }}}
- Образует тиосоли с сульфидами щелочных металлов[6]:

{\displaystyle {\mathsf {SnS_{2}+Na_{2}S\ \xrightarrow {} \ Na_{2}[SnS_{3}]}}}